# (9706) Bouma
(9706) Bouma (3176 T-3) – planetoida z grupy pasa głównego asteroid okrążająca Słońce w ciągu 5,22 lat w średniej odległości 3,01 j.a. Odkryta 16 października 1977 roku.